# ساراسوتا (فلوریدا)
ساراسوتا (به انگلیسی: Sarasota) شهری در شهرستان ساراسوتا ایالت فلوریدا است که در سال ۱۹۰۲ بنیان‌گذاری شده‌است. این شهر طبق سرشماری سال ۲۰۱۰ میلادی، ۵۲٬۴۸۸ نفر جمعیت داشته و مساحت آن نیز ۶۷٫۲ کیلومتر مربع است.